# Colus calathus
Colus calathus är en snäckart som beskrevs av Dall 1919. Colus calathus ingår i släktet Colus och familjen valthornssnäckor. Inga underarter finns listade i Catalogue of Life.